# Niall Macpherson
Niall Malcolm Stewart Macpherson (3 août 1908 - 11 octobre 1987) est un homme politique conservateur écossais et national libéral.

## Jeunesse et formation
Membre d'une importante famille libérale d'Inverness-shire, Macpherson est le fils aîné de Sir Thomas Stewart Macpherson et d'Helen, fille du révérend Archibald Borland Cameron. Il est le frère de George MacPherson et de Sir Tommy Macpherson (en) et un neveu de Ian Macpherson (1er baron Strathcarron). Il fait ses études au Fettes College et au Trinity College d'Oxford . Il travaille dans les affaires, représentant une entreprise en Turquie. Il rejoint les Cameron Highlanders à partir de 1939, servant pendant la Seconde Guerre mondiale notamment à Madagascar.

## Carrière politique
Macpherson est élu député de Dumfriesshire aux élections générales de 1945. Il est whip libéral-unioniste écossais de 1950 à 1955, date à laquelle il est nommé sous-secrétaire d'État adjoint pour l'Écosse par Anthony Eden, poste qu'il conserve lorsque Harold Macmillan devient Premier ministre au début de 1957. En 1960, il est nommé secrétaire parlementaire de la Chambre de commerce. Deux ans plus tard, Macpherson est admis au Conseil privé et nommé ministre des Pensions et de l'Assurance nationale. En octobre 1963, il est nommé co- ministre d'État au Commerce par le nouveau premier ministre, Sir Alec Douglas-Home, et le mois suivant, il est élevé à la pairie en tant que baron Drumalbyn, de Whitesands dans le Royal Burgh de Dumfries. Il reste à la Chambre de commerce jusqu'à la chute du gouvernement conservateur aux élections générales de 1964. Il est de nouveau membre du gouvernement en tant que ministre sans portefeuille sous Edward Heath de 1970 à 1974 .
En 1954, son appartenance à l'agence de Londres du Dried Fruits Control Board du Commonwealth d'Australie fait craindre qu'il ne soit disqualifié de siéger ou de voter en tant que membre de la Chambre des communes en vertu de la Succession to the Crown Act. 1707. Pour éviter ce problème, une loi d'indemnisation (Niall Macpherson Indemnity Act 1954) est adoptée ,.
Il est également président de la British Commonwealth Producers 'Organization à partir de 1952 et membre du BBC General Advisory Council. En 1974, il est nommé Chevalier Commandeur de l'Ordre de l'Empire britannique.

## Famille
Il épouse Margaret Phyllis, fille de Julius Joseph Runge, en 1937 . Ils ont trois filles, Jean Stewart Macpherson, qui épouse James Weatherall, Mary Stewart Macpherson, qui épouse Philip Dudley Wilson et Howard Alvine Rees; et (Helen) Norah Macpherson (1947–1969), décédée célibataire. Lady Drumalbyn est décédée le 13 août 1979. En 1985, Lord Drumalbyn épouse Rita, veuve de Harry Edmiston .Lord Drumalbyn est décédé le 11 octobre 1987, âgé de 79 ans. Le titre s'est éteint à sa mort car il n'a pas de fils. Sa veuve est décédée le 12 mars 2014.